# Hlotse (rijeka)
Hlotse je rijeka u Lesotu, pritoka Mohokarea (Caledona), dio slijeva rijeke Orange.
Nalazi se u sjevernom dijelu zemlje, 70 km sjeveroistočno od Maserua, glavnog grada države.

## Vanjske poveznice
|  | Zajednički poslužitelj ima još gradiva o temi Hlotse (rijeka) |